# Station Katharinenheerd
Station Katharinenheerd (Duits: Haltepunkt Katharinenheerd) is een spoorwegstation in de Duitse plaats Katharinenheerd.